# Hesperolaburnum platycarpum
Genre
Espèce
Synonymes
- Cytisus platycarpos Maire[2]
- Laburnum platycarpum Maire[2] [3]

Hesperolaburnum platycarpum est une espèce de plantes à fleurs dicotylédones de la famille des Fabaceae, sous-famille des  Faboideae, originaire du Maroc. C'est l'unique espèce acceptée du genre Hesperolaburnum (genre monotypique).